# Walisische Fußballnationalmannschaft/Weltmeisterschaften
Der Artikel beinhaltet eine ausführliche Darstellung der walisischen Fußballnationalmannschaft bei Weltmeisterschaften. Wales nahm bisher zweimal an der Endrunde teil (1958, 2022), schied dabei aber 1958 im Viertelfinale gegen den späteren Weltmeister Brasilien und 2022 bereits in der Vorrunde aus. In der ewigen Rangliste belegt Wales als viertbeste Mannschaft mit maximal zwei Teilnahmen den 54. Platz.

## Übersicht
| Jahr | Gastgeberland  | Teilnahme bis …    | Letzte(r) Gegner   | Ergebnisse | Trainer      | Bemerkungen und Besonderheiten |
| ---- | -------------- | ------------------ | ------------------ | ---------- | ------------ | --- |
| 1930 | Uruguay        | nicht teilgenommen |                    |            |              | |
| 1934 | Italien        | nicht teilgenommen |                    |            |              | |
| 1938 | Frankreich     | nicht teilgenommen |                    |            |              | |
| 1950 | Brasilien      | nicht qualifiziert |                    |            |              | In der Qualifikation an England und Schottland gescheitert. Die Qualifikation wurde auch als British Home Championship gewertet. |
| 1954 | Schweiz        | nicht qualifiziert |                    |            |              | In der Qualifikation an England und Schottland gescheitert. Die Qualifikation wurde auch als British Home Championship gewertet. |
| 1958 | Schweden       | Viertelfinale      | Brasilien          | 6.         | Jimmy Murphy | Wales war zunächst in der Qualifikation an der Tschechoslowakei gescheitert, wurde dann Israel zugelost und konnte sich nach zwei Siegen zum bisher einzigen Mal für die WM qualifizieren, wo auch zum bisher einzigen Mal alle vier britischen Verbände teilnahmen, von denen neben Wales nur Nordirland das Viertelfinale erreichte. Beide kamen nur durch Entscheidungsspiele um den 2. Platz ins Viertelfinale. |
| 1962 | Chile          | nicht qualifiziert |                    |            |              | In der Qualifikation an Spanien gescheitert. |
| 1966 | England        | nicht qualifiziert |                    |            |              | In der Qualifikation an der Sowjetunion gescheitert |
| 1970 | Mexiko         | nicht qualifiziert |                    |            |              | In der Qualifikation an Europameister Italien gescheitert. |
| 1974 | Deutschland    | nicht qualifiziert |                    |            |              | In der Qualifikation zusammen mit England an Polen gescheitert |
| 1978 | Argentinien    | nicht qualifiziert |                    |            |              | In der Qualifikation an Schottland gescheitert |
| 1982 | Spanien        | nicht qualifiziert |                    |            |              | In der Qualifikation an der Sowjetunion und der Tschechoslowakei gescheitert |
| 1986 | Mexiko         | nicht qualifiziert |                    |            |              | In der Qualifikation an Spanien und Schottland gescheitert |
| 1990 | Italien        | nicht qualifiziert |                    |            |              | In der Qualifikation an den Niederlanden und dem späteren Weltmeister Deutschland gescheitert |
| 1994 | USA            | nicht qualifiziert |                    |            |              | In der Qualifikation an Rumänien und Belgien gescheitert |
| 1998 | Frankreich     | nicht qualifiziert |                    |            |              | In der Qualifikation an den Niederlanden und Belgien gescheitert |
| 2002 | Südkorea/Japan | nicht qualifiziert |                    |            |              | In der Qualifikation an Polen und der Ukraine gescheitert, die in den Play-offs an Deutschland scheiterte |
| 2006 | Deutschland    | nicht qualifiziert |                    |            |              | In der Qualifikation an England und Polen gescheitert |
| 2010 | Südafrika      | nicht qualifiziert |                    |            |              | In der Qualifikation an Deutschland und Russland gescheitert, das in den Play-offs ebenfalls scheiterte. |
| 2014 | Brasilien      | nicht qualifiziert |                    |            |              | In der Qualifikation traf Wales auf Belgien, Kroatien, Mazedonien, Schottland und Serbien. Nach zwei Siegen und fünf Niederlagen hatte Wales bei drei noch ausstehenden Spielen bereits am 6. September 2013 keine Chance mehr sich zu qualifizieren. |
| 2018 | Russland       | nicht qualifiziert |                    |            |              | In der Qualifikation an Serbien und Irland gescheitert |
| 2022 | Katar          | Vorrunde           | Iran, USA, England | 30.        | Rob Page     | Als Zweiter in der Qualifikation hinter Belgien wurden die Play-offs erreicht, wo Österreich und die Ukraine ausgeschaltet wurden. Wales sicherte sich so den letzten europäischen Platz für die Teilnahme an der WM. Wales spielte in einer Gruppe mit England (0:3), dem Iran (0:2) und den USA (1:1) und schied als Gruppenletzter in der Vorrunde aus.                                                          |

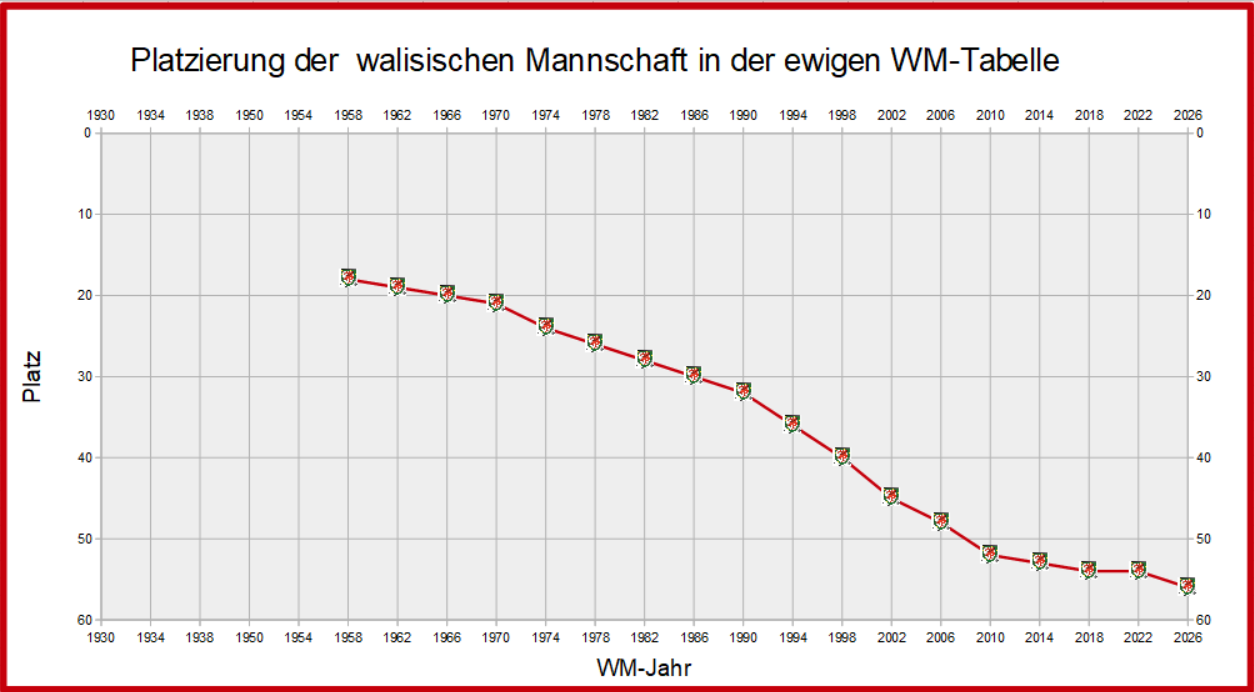
Platzierung der walisischen Mannschaft in der ewigen WM-Tabelle

Statistik (Angaben inkl. 2022: 22 Weltmeisterschaften; Prozentangaben sind gerundet)
- Teilnahmeverzicht: dreimal (14 %; 1930, 1934 und 1938)
- Sportliche Qualifikation: zweimal (9 % bzw. 11 % der Versuche)
  - Vorrunde: einmal (5 %; 2022)
  - Viertelfinale: einmal (5 %; 1958)

### 1930 in Uruguay bis 1938 in Frankreich
In der Zeit vor dem Zweiten Weltkrieg waren die britischen Fußballverbände noch nicht damit einverstanden, dass Profi-Spieler an Fußball-Weltmeisterschaften teilnehmen. Die walisische Nationalmannschaft nahm deshalb weder an der WM 1930 noch an den Qualifikationswettbewerben für die WM-Endrunden 1934 und 1938 teil.

### 1950 in Brasilien
Für die erste WM nach dem Zweiten Weltkrieg wollten sich dann auch erstmals die britischen Verbände qualifizieren. Ihnen wurden zwei Startplätze zugestanden, die bei den British Home Championships ausgespielt wurden. England qualifizierte sich als Gruppensieger für die Endrunde in Brasilien. Die eigentlich als Zweiter qualifizierten Schotten, hatten aber zuvor schon mitgeteilt, nur als Gruppensieger teilnehmen zu wollen. Daran hielt der schottische Verband auch fest, als ihm ein Startplatz nach dem Rückzug anderer Mannschaften angeboten wurde. Wales und Irland wurden gemeinsam Dritte und schieden aus.

### 1954 in der Schweiz
Wieder waren die British Home Championship 1953/54 gleichzeitig die Qualifikation für die WM-Endrunde und diesmal wurde Wales nur Vierter und konnte sich damit wieder nicht qualifizieren.

### 1958 in Schweden
Erstmals trat Wales in der Qualifikation gegen andere europäische Mannschaften an und musste gegen die Tschechoslowakei und die DDR antreten. Wales gewann beide Heimspiele, verlor aber die Auswärtsspiele. Da die Tschechoslowaken in der DDR gewannen, reichte es für Wales nur zum zweiten Platz. Nachdem sich in der Afrika/Asien-Qualifikation nach und nach alle Mannschaften bis auf Israel zurückgezogen hatten, beschloss die FIFA, dass Israel gegen einen Gruppenzweiten der Europa- und Südamerikaqualifikationsgruppen antreten sollte. Wales hatte das Losglück und bekam gegen Israel eine zweite Chance. Diese nutzten die Waliser und qualifizierten sich mit zwei Siegen für die WM. Da sich auch die drei anderen britischen Mannschaften qualifiziert hatten, war es die erste und bis heute einzige WM, für die alle vier britischen Mannschaften qualifiziert waren. Bei der WM wurden sie in verschiedene Gruppen gelost.
In Schweden trafen die Waliser in ihrem ersten WM-Spiel auf Vizeweltmeister Ungarn und erkämpften ein 1:1, wobei Italien-Profi John Charles das erste WM-Tor für Wales erzielte. Auch das zweite Spiel gegen Mexiko endete 1:1 und nachdem die Waliser im letzten Gruppenspiel ein 0:0 gegen Gastgeber Schweden erkämpft hatten, waren Ungarn und Wales punktgleich. Da die bessere Tordifferenz der Ungarn nicht zählte, gab es ein Entscheidungsspiel. Dieses gewann Wales mit 2:1 und zog damit ins Viertelfinale ein. Dort trafen sie auf den späteren Weltmeister Brasilien, der zwei Tage mehr Pause hatte, und verloren durch das erste WM-Tor von Pelé mit 0:1. Damit verabschiedete sich Wales für mindestens 60 Jahre von der WM-Bühne.

### 1962 in Chile
Für die dritte WM in Südamerika konnte sich Wales nicht qualifizieren. Wales musste zunächst gegen Spanien antreten und sollte dann gegen den Sieger der Afrika-Gruppe antreten. Wales verlor aber das Heimspiel gegen Spanien mit 1:2 und erreichte in Spanien nur ein 1:1, womit die Qualifikation vorzeitig beendet war. Spanien setzte sich dann gegen Marokko durch und fuhr zur WM, wo die Mannschaft bereits in der Vorrunde scheiterte.

### 1966 in England
Die WM 1966 fand im Nachbarland England statt, für die Waliser ein besonderer Ansporn, sich zu qualifizieren. In einer Vierergruppe trafen die Waliser auf die UdSSR, Griechenland und Dänemark. Die heimstarken Waliser gewannen alle drei Heimspiele, verloren aber auswärts alle Spiele und belegten mit 6:6 Punkten nur den zweiten Platz hinter Vizeeuropameister UdSSR, der außer in Wales alle Spiele gewonnen hatte.

### 1970 in Mexiko
Für die erste WM in Mittelamerika konnte sich Wales ebenfalls nicht qualifizieren. Europameister Italien und die DDR gewannen alle Spiele gegen Wales, Italien zudem gegen die DDR, sodass für Wales nur der letzte Platz hinter Italien und der DDR blieb.

### 1974 in Deutschland
Erstmals seit 1954 traf Wales in der Qualifikation wieder auf England, zudem Olympiasieger Polen. Wales verlor das erste Spiel gegen England mit 0:1, erkämpfte dann aber in England ein 1:1, wodurch den Engländern am Ende ein Punkt für die Qualifikation fehlte. Denn England verlor in Polen und kam im Heimspiel nicht über ein 1:1 hinaus, sodass die Polen die 0:2-Niederlage in Wales verkraften konnten. Als Gruppendritter konnten sich aber auch die Waliser nicht qualifizieren.

### 1978 in Argentinien
Auch für die vierte WM in Südamerika konnte sich Wales nicht qualifizieren. Diesmal war die andere britische Mannschaft Schottland sowie die Tschechoslowakei zu stark. Wales konnte nur das Heimspiel gegen die Tschechoslowakei gewinnen, verlor aber die drei anderen Spiele und schied wieder als Gruppenletzter aus.

### 1982 in Spanien
Für die WM auf der iberischen Halbinsel konnte sich Wales wieder nicht qualifizieren. In einer Gruppe mit der Sowjetunion, der Tschechoslowakei, Island und der Türkei wurde punktgleich mit der Tschechoslowakei – aber der schlechteren Tordifferenz – hinter der Sowjetunion nur der dritte Platz belegt. Verspielt wurde die Qualifikation am vorletzten Spieltag durch ein 2:2 im Heimspiel gegen Island. Dadurch reichte der Tschechoslowakei im letzten Heimspiel ein 1:1 gegen die Sowjetunion, da die Waliser 11 Tage zuvor in der Sowjetunion ihr letztes Spiel mit 0:3 verloren hatten.

### 1986 in Mexiko
Für die zweite WM in Mexiko qualifizierte sich Wales ebenfalls nicht. Die Waliser belegten hinter Spanien punktgleich mit den Schotten, aber mit der schlechteren Tordifferenz wieder nur den dritten Platz vor Island. Verspielt wurde die Qualifikation durch ein 1:1 am letzten Spieltag gegen Schottland. Die Waliser führten bis zur 81. Spielminute mit 1:0. Dann bekamen die Schotten einen Strafstoß zugesprochen. Davie Cooper, der in der 61. Minute eingewechselt worden war, traf zum 1:1-Ausgleich. In der allgemeinen Aufregung erlitt der schottische Trainer Jock Stein seinen zweiten Herzinfarkt, Wiederbelebungsversuche im Krankenzimmer des Stadions schlugen fehl, er verstarb noch am Ort. Sein Assistent Alex Ferguson übernahm anschließend den Cheftrainerposten der Schotten und führte sie durch Spiele gegen Australien in den Interkontinentalen Playoffs zur WM. Wales hätte sich mit einem Sieg dagegen direkt für die WM qualifiziert, da man dann die bessere Tordifferenz als Spanien gehabt hätte.

### 1990 in Italien
Für die zweite WM in Italien konnten sich die Waliser ebenfalls nicht qualifizieren. In einer Gruppe mit Europameister Niederlande, dem späteren Weltmeister Bundesrepublik Deutschland und Finnland belegten sie nur den letzten Platz. Sie spielten aber das Zünglein an der Waage zwischen Deutschland, England und Dänemark: Im letzten Spiel gegen Wales benötigte die deutsche Mannschaft noch einen Sieg um als einer der beiden besten Gruppenzweiten der Vierergruppen die Qualifikation zu schaffen. Die Waliser, die bis dahin nur zwei Remis erreicht hatten, gingen aber in Köln bereits in der 11. Minute durch Malcolm Allen in Führung. Rudi Völler konnte zwar in der 25. Minute ausgleichen, aber es dauerte bis zur 48. Minute, ehe „Lokalmatador“ Thomas Häßler den 2:1-Siegtreffer für den Vizeweltmeister erzielte. Wales wurde dadurch Gruppenletzter und Deutschland konnte zur WM fahren; da Dänemark am gleichen Tag mit 1:3 in Rumänien verlor, zudem auch die Engländer.

### 1994 in den Vereinigten Staaten
In der Qualifikation für die WM in den USA trafen die Waliser wieder auf die Tschechoslowakei, die letztmals teilnahm, aber unter der Bezeichnung Auswahl der Tschechen und Slowaken (Representation of Czechs and Slovaks, RCS). Weitere Gegner waren Belgien, Rumänien, das am Ende bei gleicher Punktzahl mit der besseren Tordifferenz vor den Belgiern landete, sowie die Färöer, die erstmals an der Qualifikation teilnahmen, und Zypern. Die Waliser belegten nur den vierten Platz und verspielten die Qualifikation durch eine 1:2-Heimniederlage am letzten Spieltag gegen Rumänien.

### 1998 in Frankreich
Für die zweite WM in Frankreich mussten die Waliser in der Qualifikation wieder gegen Belgien sowie die Niederländer, die Türkei und San Marino antreten, belegten aber wieder nur den vierten Platz. Dabei konnte Wales nur die Spiele gegen San Marino gewinnen und zudem ein torloses Unentschieden im Heimspiel gegen die Türkei erreichen. Alle anderen Spiele wurden verloren.

### 2002 in Japan und Südkorea
Noch schlechter verlief die Qualifikation für die erste WM in Asien. In einer Sechsergruppe mit Polen, der Ukraine, Belarus, Norwegen und Armenien wurde nur der fünfte Platz belegt. Wales verlor zwar nur drei Spiele, gewann aber nur das Heimspiel gegen Belarus und kam sechsmal nicht über ein Remis hinaus.

### 2006 in Deutschland
Auch die Qualifikation für die zweite Weltmeisterschaft in Deutschland lief nicht besser. In einer Sechsergruppe mit England, Polen, Österreich, Nordirland und Aserbaidschan wurde wieder nur der fünfte Platz belegt. Zwei Siegen (gegen Aserbaidschan und Nordirland) standen sechs Niederlagen und zwei Remis gegenüber.

### 2010 in Südafrika
Auch für die erste WM in Afrika konnten sich die Waliser nicht qualifizieren. Diesmal landeten sie auf Platz 4 hinter Vizeeuropameister Deutschland, Russland und Finnland. Nur Aserbaidschan und Liechtenstein, gegen die die einzigen Siege gelangen, lagen am Ende noch hinter Wales. Gegen die drei anderen Mannschaften wurden alle Spiele verloren – wenn auch teilweise sehr knapp.

### 2014 in Brasilien
Noch schlechter verlief die Qualifikation für die zweite WM in Brasilien. In einer Gruppe mit Belgien, Kroatien, Serbien, Schottland und Mazedonien wurde trotz zwei Siegen gegen Schottland nur der fünfte Platz vor Mazedonien belegt, gegen das der einzige weitere Sieg gelang. Bereits nach dem viertletzten Spieltag hatte Wales keine Chance mehr, sich zu qualifizieren.

### 2018 in Russland
Bei der Auslosung der Qualifikationsgruppen waren die Waliser, die bei der EM 2016 überraschend das Halbfinale erreicht hatten, Topf 1 zugeordnet und wurden als Gruppenkopf der Gruppe D gelost. Gegner waren Georgien, Irland, Moldawien, Österreich und Serbien. Die Waliser verloren von den ersten fünf Spielen zwar keins, konnten aber auch nur eins gewinnen (4:0 gegen Moldawien). Nach der Hälfte der Spiele lagen die Waliser damit nur auf dem dritten Platz. In der zweiten Hälfte gewannen sie drei Spiele, spielten einmal remis und verloren das letzte Spiel gegen Irland. Hierdurch wurden sie noch vom zweiten auf den dritten Platz verdrängt und verpassten erneut die WM-Endrunde.

### 2022 in Katar
Für die Qualifikation wurde Wales in eine Fünfergruppe gelost. Gegner waren Belgien, Tschechien, Belarus und Estland. Die Waliser begannen die Qualifikation im März 2021 mit einer 1:3-Niederlage in Belgien, wodurch die zuvor ausgeglichene Bilanz von je fünf Siegen und Niederlagen sowie drei Remis negativ wurde. Dies war aber die einzige Niederlage. Es folgten vier Siege und drei Remis, was aber nur zum zweiten Platz hinter den Belgiern reichte, der mit einem 1:1 im letzten Spiel gegen Belgien gesichert wurde. Damit waren die Waliser für die Play-offs qualifiziert und trafen im Halbfinale auf Österreich. Durch zwei Tore von Rekordtorschütze Gareth Bale gewannen sie mit 2:1 und trafen im Spiel um das letzte europäische WM-Ticket auf die Ukraine. Wegen des Kriegs in der Ukraine wurde das Spiel der beiden Mannschaften in beiderseitigem Einvernehmen und mit Zustimmung der UEFA und FIFA, und daraus folgend auch das Finale, in den Juni verschoben. Durch ein Eigentor des ukrainischen Kapitäns Andrij Jarmolenko qualifizierte sich Wales für die Teilnahme an der WM-Gruppenphase, in der das Team auf England, den Iran und die USA taf, womit erstmals zwei britische Männer-Mannschaften in einem WM-Spiel aufeinander trafen.
Nach einem 1:1 gegen die USA, bei dem Kapitän Gareth Bale den Ausgleich durch einen verwandelten Strafstoß nach Foul an ihm verwandelte, wurde gegen die Iraner durch zwei Tore in der Nachspielzeit verloren. Um die K.-o.-Runde zu erreichen, hätte die Mannschaft im letzten Spiel gegen England mit vier Toren Unterschied gewinnen müssen, verlor aber 0:3 und schied damit als Gruppenletzter aus.

### 2026 in Kanada, Mexiko und USA
In der Qualifikation treffen die Waliser ab März 2025 auf Belgier, Nordmazedonien, Kasachstan, gegen das noch nie gespielt wurde, und Liechtenstein, nur gegen das die Waliser eine positive Bilanz haben.

## Rangliste der walisischen WM-Spieler mit den meisten Einsätzen
01. Ivor Allchurch †, Dave Bowen †, Mel Charles, Mel Hopkins †, Cliff Jones, Jack Kelsey † und Stuart Williams † - 5 Einsätze bei 1 Turnier
08. John Charles †, Terry Medwin und Derrick Sullivan † - 4 Einsätze bei 1 Turnier

## Rangliste der walisischen WM-Spieler mit den meisten WM-Toren
01. Ivor Allchurch †  - 2 Tore
02. Gareth Bale, John Charles † und Terry Medwin – je 1 Tor

## Bei Weltmeisterschaften gesperrte Spieler
Bei der ersten Teilnahme wurde kein walisischer Spieler vom Platz gestellt oder verwarnt. Bei der zweiten Teilnahme erhielt Torhüter Wayne Hennessey im zweiten Gruppenspiel nach VAR-Entscheid die Rote Karte und war für das dritte Gruppenspiel gesperrt.

## Anteil der im Ausland spielenden Spieler im WM-Kader
Bei der ersten Teilnahme stellten Legionäre, die in England spielten sowie ein Italienprofi die Mehrheit im Kader. Bei der zweiten Teilnahme waren es nur noch Spieler, die nicht in Wales spielen. Vier Spieler spielten aber bei walisischen Vereinen in der zweiten englischen Liga.
| Jahr (Spiele) | Anzahl (Länder) | Spieler (Einsätze) |
| ------------- | --- | --- |
| 1958 (5)      | 13 (12 in England, 1 in Italien) | George Baker (0), Dave Bowen (5), Vic Crowe (0), Trevor Edwards (1), John Elsworthy (0), Mel Hopkins (5), Jack Kelsey (5), Ken Leek (0), Terry Medwin (4), Roy Vernon (1), Colin Webster (3), Stuart Williams (5); John Charles (4) |
| 2022 (3)      | 26 (21 in England – davon 9 in der ersten und 12 in der 2. bis 4. Liga, 2 in Frankreich, 1 in Italien, 1 in Schottland, 1 in den USA) | Ben Davies (3), Wayne Hennessey (2), Daniel James (3), Brennan Johnson (3), Chris Mepham (3), Kieffer Moore (3), Danny Ward (2), Neco Williams (3), Harry Wilson (3); Joe Allen (2), Ben Cabango, Rubin Colwill (1), Adam Davies, Chris Gunter, Tom Lockyer, Mark Harris, Joe Morrell (2), Connor Roberts (3), Matthew Smith, Sorba Thomas (1), Jonny Williams ; Aaron Ramsey (3), Joe Rodon (3); Ethan Ampadu (3); Dylan Levitt; Gareth Bale (3) |

## Spiele
Die Waliser bestritten bisher acht WM-Spiele. Davon wurde eins gewonnen, drei verloren und vier endeten remis.
Die Waliser nahmen nie am Eröffnungsspiel teil und spielten nie gegen den Titelverteidiger. Sie mussten einmal gegen den Gastgeber und einmal gegen den späteren Weltmeister spielen, spielten aber nie gegen WM-Neulinge. Häufigster Gegner ist Ungarn, gegen das zweimal gespielt wurde, da es bei der ersten Teilnahme 1958 ein Entscheidungsspiel um den zweiten Platz gab.
| Alle WM-Spiele |            |                    |          |               |   |                 |                                                                                      |
| Nr.            | Datum      | Gegner             | Ergebnis | Anlass        |   | Austragungsort  | Bemerkung                                                                            |
| 1.             | 08.06.1958 | Ungarn             | 1:1      | Vorrunde      | * | Sandviken (SWE) | Erstes Länderspiel gegen Ungarn                                                      |
| 2.             | 11.06.1958 | Mexiko             | 1:1      | Vorrunde      | * | Solna (SWE)     | Erstes Länderspiel gegen Mexiko                                                      |
| 3.             | 15.06.1958 | Schweden           | 0:0      | Vorrunde      | A | Solna (SWE)     | Erstes Länderspiel gegen Schweden                                                    |
| 4.             | 17.06.1958 | Ungarn             | 2:1      | Vorrunde      | * | Solna (SWE)     | Entscheidungsspiel um Platz 2 in der Gruppe                                          |
| 5.             | 19.06.1958 | Brasilien          | 0:1      | Viertelfinale | * | Göteborg (SWE)  | Erstes Länderspiel gegen Brasilien                                                   |
| 6.             | 21.11.2022 | Vereinigte Staaten | 1:1      | Vorrunde      | * | ar-Rayyan (QAT) | Gareth Bale stellt mit seinem 109. Länderspiel den Landesrekord von Chris Gunter ein |
| 7.             | 25.11.2022 | Iran               | 0:2      | Vorrunde      | * | ar-Rayyan (QAT) | Gareth Bale wird mit seinem 110. Länderspiel alleiniger Rekordnationalspieler        |
| 8.             | 29.11.2022 | England            | 0:3      | Vorrunde      | * | ar-Rayyan (QAT) | Erstes WM-Spiel zwischen zwei britischen Männermannschaften                          |